# دانيال أ. ماهر
دانيال أ. ماهر (بالإنجليزية: Daniel A. Maher)‏ هو فارس أمريكي، ولد في 1881 في هارتفورد في الولايات المتحدة، وتوفي في 9 نوفمبر 1916 بسبب سل.